# Charles S. Fairfax
Modèle:Voir homonynes
 (novembre 2018).
Si vous disposez d'ouvrages ou d'articles de référence ou si vous connaissez des sites web de qualité traitant du thème abordé ici, merci de compléter l'article en donnant les références utiles à sa vérifiabilité et en les liant à la section « Notes et références ».
Charles S. Fairfax (1829 – 1869) était un homme politique démocrate américain, écossais d'origine membre de la famille noble écossaise des Fairfax dont il était le 10e Lord qui émigra aux États-Unis attiré en Californie par la ruée vers l'or en Californie. La ville de Fairfax (Californie) lui doit son nom.